# ISO 3166-2:MG
ISO 3166-2:MG — стандарт Международной организации по стандартизации, который определяет геокоды. Является подмножеством стандарта ISO 3166-2, относящимся к Мадагаскару. Стандарт охватывает 6 провинций Мадагаскара. Каждый геокод состоит из двух частей: кода Alpha2 по стандарту ISO 3166-1, для Мадагаскара — MG и дополнительного кода, записанных через дефис. Дополнительный однобуквенный код образован: созвучно названию, аббревиатуре названия провинции. Геокоды провинций являются подмножеством кодов домена верхнего уровня — MG, присвоенного Мадагаскару в соответствии со стандартами ISO 3166-1.

## Геокоды Мадагаскара
Геокоды 6 провинций  административно-территориального деления Мадагаскара.
| Геокод | Административная единица | Статус    |
| ------ | ------------------------ | --------- |
| MG-A   | Туамасина                | провинция |
| MG-M   | Махадзанга               | провинция |
| MG-D   | Анциранана               | провинция |
| MG-T   | Антананариву             | провинция |
| MG-F   | Фианаранцуа              | провинция |
| MG-U   | Тулиара                  | провинция |

## Геокоды пограничных Мадагаскару государств
- Сейшельские Острова — ISO 3166-2:SC (на севере (морская граница)),
- Реюньон — ISO 3166-2:RE (на востоке (морская граница)),
- Мозамбик — ISO 3166-2:MZ (на западе (морская граница)),
- Коморские острова — ISO 3166-2:KM (на северо-западе (морская граница)).